# Capilla mayor

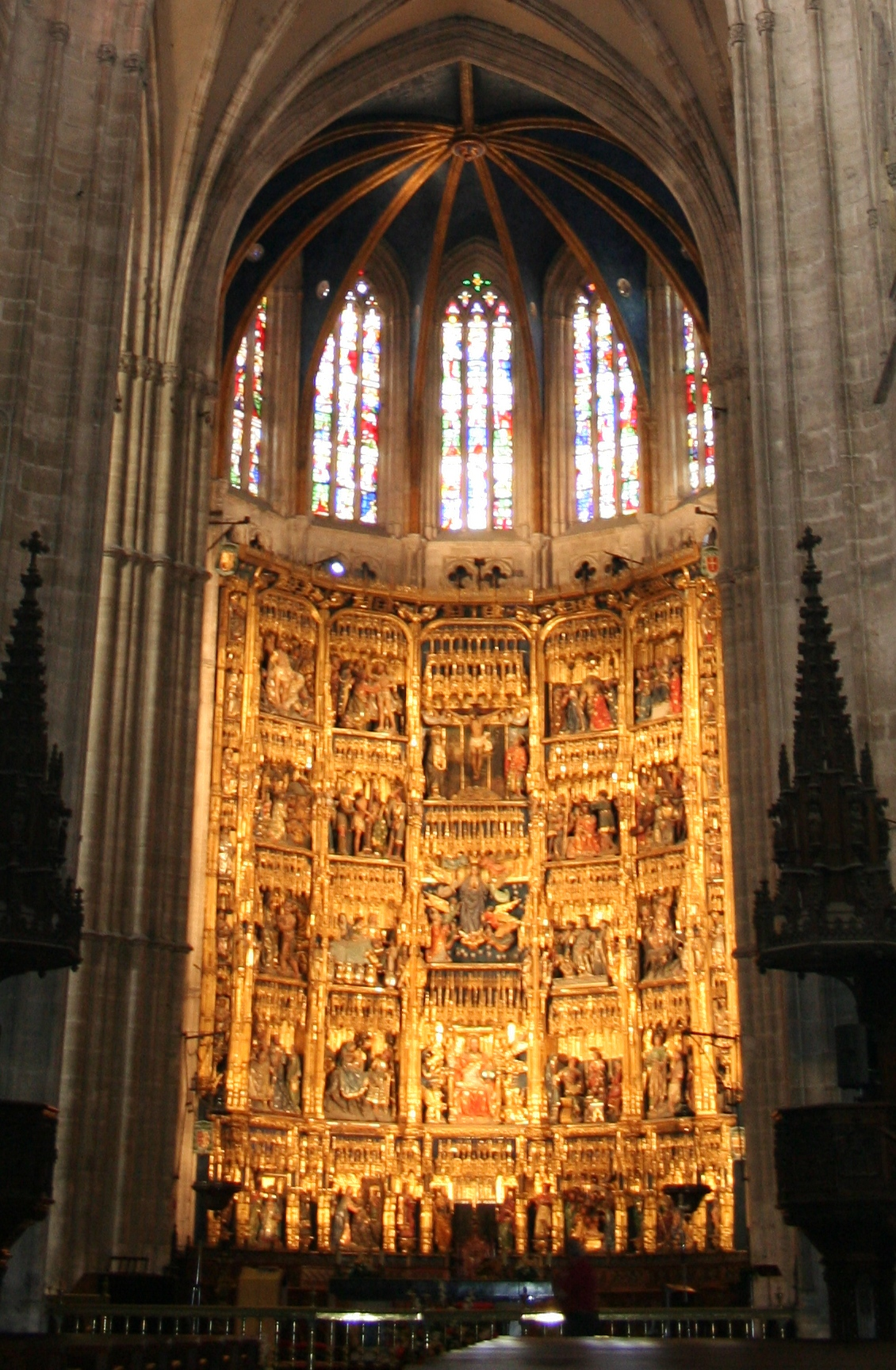
Capilla mayor de la catedral de Oviedo

Capilla mayor es un término vinculado a la arquitectura religiosa con el que se denomina al sitio principal de una iglesia que, ocupando su testero, contiene el altar mayor y en general el retablo dedicado al titular del templo. Según Pelayo Clairac y Saénz, también recibía antaño los nombres de «santuario» y «ábside mayor», identificando este mismo autor como su equivalente en francés el de «sanctuaire», en inglés «sanctuary» o «chancel» y en italiano «santuario».